# Heliconia subulata
Heliconia subulata är en enhjärtbladig växtart som beskrevs av Hipólito Ruiz López och Pav.. Heliconia subulata ingår i släktet Heliconia och familjen Heliconiaceae.

## Underarter
Arten delas in i följande underarter:
- H. s. gracilis
- H. s. subulata